# 金属材料
金屬材料一般是指工業工程應用中的純金屬或合金。自然界中大約有70多種純金屬，其中常見的有金、銀、銅、鐵、鋁、錫、鎳、鉛、鋅、碳等等。而合金常指二種或二種以上的金屬或金屬與非金屬結合而成，且具有金屬特性的材料。常見的合金如鐵和碳所組成的鋼合金；銅和鋅所形成的合金為黃銅等。

## 性質
金屬及合金具有下列共同特性：
1. 固體狀態下具有晶體結構。
2. 具有獨特的金屬光澤且不透明。
3. 導熱性和導電性良好。
4. 延展性。

### 物理性質
- 比重
- 熔點
- 比熱
- 熱膨脹係數
- 熱傳導性
- 導電性
- 磁性

### 化學性質
- 腐蝕性
  - 氧化
  - 高溫腐蝕
  - 電化學腐蝕

### 機械性質
- 強度
降伏強度、抗拉強度、抗壓強度、抗剪強度、抗扭強度
- 延展性
伸長率、面積縮減率
- 硬度
- 韌性
- 破壞韌性
- 疲勞
- 潛變

## 分類

### 鐵基與非鐵基
一般可將金屬材料分類為下述两大類：
1. 鐵基金屬(ferrous metal)材料是指鐵及鐵之合金，例如純鐵、鋼鐵及鑄鐵皆屬此。
2. 非鐵基金屬(noferrous metal)材料是指鐵基以外的金屬材料，如Cu、Al、Mg、Zn、Pb等都如此。